# Stazione di Bologna Roveri
La stazione di Bologna Roveri è una stazione ferroviaria di Bologna, posta sulla ferrovia Bologna-Portomaggiore.
La stazione si trova nella zona industriale delle Roveri, amministrativamente collocata nel quartiere San Donato-San Vitale.
È gestita da Ferrovie Emilia Romagna (FER).

## Strutture e impianti
La stazione è dotata di 6 binari, di cui 3 destinati al servizio viaggiatori.
È inoltre dotata di un sottopassaggio ciclo-pedonale che collega via Enrico Mattei con l'area industriale Roveri, di un deposito motrici e di un deposito per servizio merci poi dismesso.

## Movimento
La stazione è servita dai treni regionali delle relazioni Bologna Centrale – Budrio e Bologna Centrale – Portomaggiore, appartenenti alla linea S2B (Bologna Centrale - Portomaggiore) del servizio ferroviario metropolitano di Bologna.
I treni sono svolti da Trenitalia Tper nell'ambito del contratto di servizio stipulato con la regione Emilia-Romagna.
A novembre 2013, l'impianto risultava frequentato da un traffico giornaliero medio di 194 persone.
A novembre 2019, la stazione risultava frequentata da un traffico giornaliero medio di circa 199 persone (109 saliti + 90 discesi).
Dall'11 dicembre 2022 la stazione funge da capolinea per i treni provenienti da Portomaggiore, per via dei lavori di parziale interramento della tratta ferroviaria Bologna Zanolini-Bologna Roveri. Al momento dell'avvio dei lavori, il termine del cantiere, con la conseguente riattivazione del traffico ferroviario in direzione della stazione di Bologna Centrale, è stato preannunciato per il 30 giugno 2025.

## Servizi
Dal luglio 2023, la stazione è servita da una ciclostazione coperta con 64 posti bici, gestita dal Comune di Bologna e accessibile 24 ore su 24 tramite app. La ciclostazione è fornita anche di una pompa pubblica e di un'area per la cicloriparazione.